# Alegria Julià
Alegría Julià i Danés (El Guinardó, Barcelona, 16 de abril de 1945) es una escritora española en lengua catalana que ha cultivado la literatura infantil y juvenil.

## Biografía
Alegría Julià nació en el barrio barcelonés del Guinardó el 16 de abril de 1945. Inició su formación en la Escuela Municipal del Parque del Guinardó. La escuela contaba con una nutrida biblioteca donde se empezó a interesar por la lectura y, más tarde, por la escritura. Ejerció de maestra durante muchos años, en las Escuelas Grimm, el CEIP Tresfonts, el CEIP Lope de Vega (los tres de Barcelona) y en la escuela Àngel Guimerà de Pallejà. También trabajó de asesora didáctica para el Servicio de Enseñanza del Catalán (SEDEC). Volvió de nuevo a las aulas, en la escuela Pau Casals-Gràcia, donde se jubiló. Actualmente sigue teniendo contacto con las escuelas. Le gusta encomendar a los chicos y chicas la afición por la literatura. Continúa viviendo en el Guinardó, un barrio con tradición de escritores que ella considera propicio para la creación literaria.
Ha publicado cuentos en la revista Cavall Fort, recopilaciones de cuentos y varias novelas. Gente de mar (1997) refleja su amor por el mar, herencia de la familia de su padre, que era de Vilasar de Mar, lugar donde está ambientada la novela. Veranea en Moyá, la capital del Moyanés, cuyos paisajes y tradiciones son la fuente de inspiración de su novela Un romano en el siglo XX (1991) y del recopilatorio Cuentos de la fiesta patronal (1995). Allá, además, hizo amistad con el dibujante Josep Lluís Martínez y Picañol, más conocido como Picanyol, que fue el ilustrador de sus libros Un romano en el siglo XX y Cuentos verticales (2008).

## Obra
Su obra ha sido traducida al castellano y al vasco.

### Cuentos
- Cuentos de la fiesta patronal (1995)[4][5]
- Cuentos numéricos un poco histéricos (2001)[6]
- Cuentos verticales (2008)[7]
- Cuentos y risas de todo el mundo (2011)[8]

### Novela
- Un romano en el siglo XX (1991)[9]
- De repente (1996)[10][11]
- Gente de mar (1997)[12]